# Itame latefasciata
Itame latefasciata är en fjärilsart som beskrevs av Rothschild 1914. Itame latefasciata ingår i släktet Itame och familjen mätare. Inga underarter finns listade i Catalogue of Life.